# 横須賀共済病院

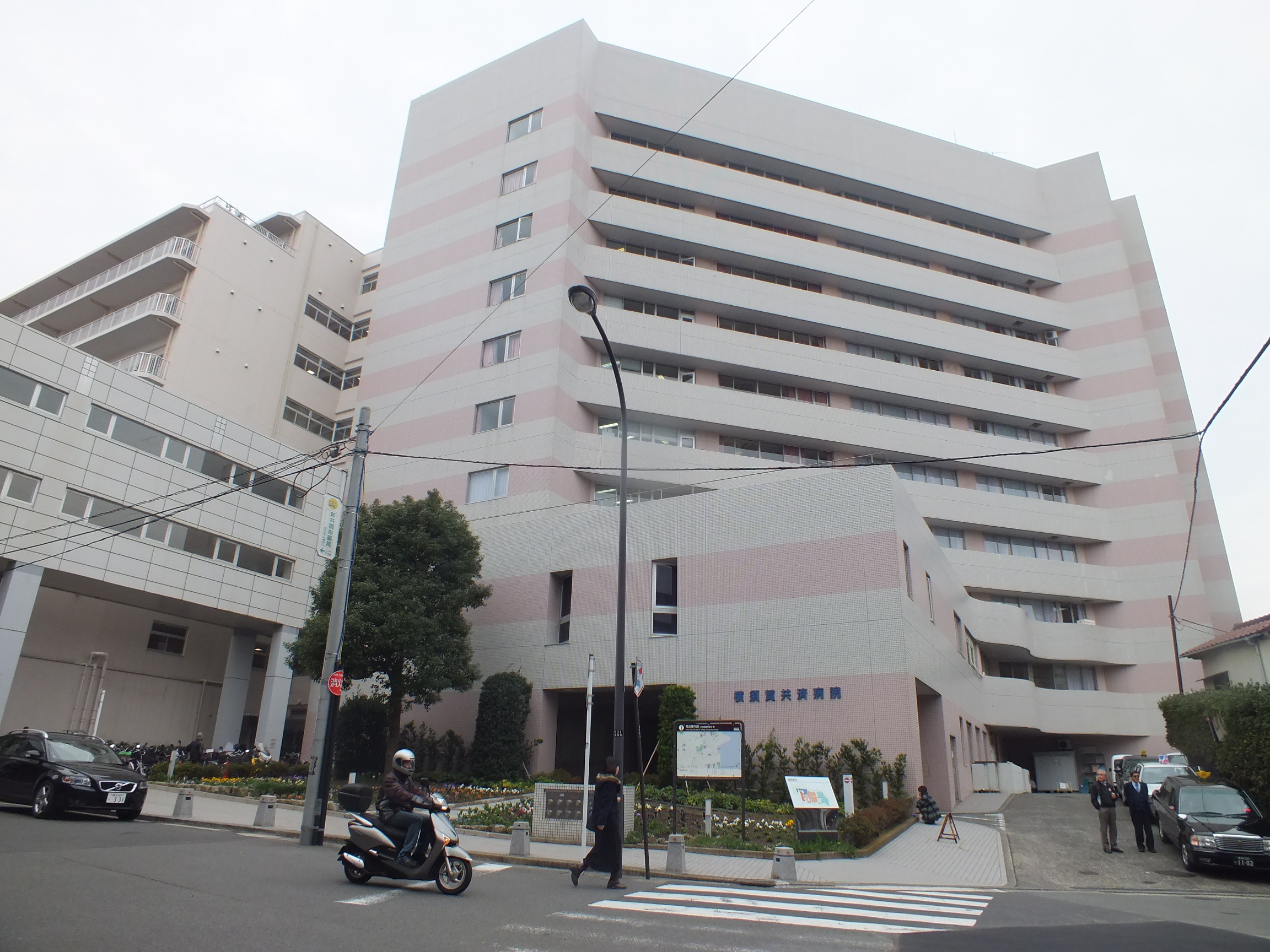
病棟

国家公務員共済組合連合会横須賀共済病院（こっかこうむいん きょうさいくみあい れんごうかい よこすかきょうさいびょういん）は、神奈川県横須賀市米が浜通に位置する国家公務員共済組合連合会が運営する病院（旧令共済病院）。
がん診療連携拠点病院、周産期母子医療センター設置病院、救命救急センター設置病院、地域医療支援病院、神奈川県災害医療拠点病院、医師の卒後臨床研修指定病院、神奈川DMAT指定病院でもある。

## 概要
1906年（明治39年）に横須賀海軍工廠職員の診療を目的として開設。第二次世界大戦後、職域病院から一般市民に開放し、横須賀市、50万人の人口を擁する三浦半島における中核病院として数々の名称変更を重ね、現在に至る。ビジョンは「高度急性期病院であること」と、「マグネットホスピタルになること」の2つ。先端医療、がん治療、救急医療をはじめとする診療密度の高い医療を提供しており、診療ボリュームは全国30位。
2004年3月31日付で地域医療支援病院としての承認を受け、紹介診療を中心に行う。基本的にかかりつけ医からの紹介状が必要。2011年3月23日、神奈川DMAT指定病院に指定。東日本大震災においては、神奈川県知事より病院協会を通じて被災地内の避難所への派遣依頼があり、2011年3月16日より福島県相馬郡新地町で救護活動などを行う。
経営危機に陥った2013年から、経営戦略を組み立て組織を改革し、診療の質と経営の質の高い次元での両立を目指し、高度急性期にリソースを特化し慢性期機能は聖域なしに削減に成功。高い診療単価と新入院患者数の増加が実現し、財務体質が強化された。過重労働の軽減とインフォームドコンセントの改善を目的にAIテクノロジーの導入を図り、2018年より、内閣府の戦略的イノベーション創造プログラム（SIP）の「AI（人工知能）ホスピタルによる高度診断・治療システム」事業の公募に採択され、病院のIT化・AI化を推進した。COVID-19対応では、診療では「神奈川モデル」、PCR検査では「横須賀モデル」の中核として機能している。

## 看護部
看護師採用サイトをいち早く公開したり、主要都市での病院説明会や採用試験を北海道や仙台などで実施するなど、全国規模で看護師の採用を積極的に行っている。平成22年4月から努力義務化された新人看護職員の臨床研修などもいち早く対応するなど、新人教育にも力をいれている。

## 沿革
- 1906年3月 - 横須賀海軍工廠職工共済会医院として開設。
- 1909年4月 - 横須賀海軍工廠職工共済会病院と改称。
- 1918年4月 - 海軍共済組合横須賀病院と改称。
- 1922年3月29日 明治45年勅令第18号を全部改正し、海軍共済組合令[注釈 1]が公布され『海軍共済組合』が発足。（以後、6次に渡り改正）
- 1929年11月 - 横須賀海軍共済組合病院と改称。
- 1943年4月 - 横須賀海軍共済病院と改称。
- 1945年10月19日 財団法人共済協会を設立。
- 1945年12月1日 海軍共済組合を解散[注釈 2]し「財団法人共済協会」が承継。横須賀共済病院と改称。
- 1949年06月 特殊法人非現業共済組合連合会を設立。（1947年に設立された「財団法人政府職員共済組合連合会」を承継）
- 1950年12月 - 旧令特別措置法[5]により非現業共済組合連合会へ承継、非現業共済組合横須賀共済病院と改称。
- 1958年07月1日 特殊法人非現業共済組合連合会が国家公務員共済組合法施行に伴い「国家公務員共済組合連合会」と改称。国家公務員共済組合連合会横須賀共済病院と改称。
- 1984年4月 - 国家公務員等共済組合連合会横須賀共済病院と改称。
- 1985年4月1日　3公社（国鉄・電電公社・専売公社）加入の為、「国家公務員等共済組合連合会」と改称。
- 1997年4月1日 - 年金法改正に伴い根拠法となる題名を「国家公務員共済組合法」とし、「国家公務員共済組合連合会」と復称。（旧3公社が民営化後も共済組合制度に残存していたものを廃止したことによる改題）国家公務員共済組合連合会横須賀共済病院と改称。
- 2004年3月31日 地域医療支援病院として承認。
- 2009年4月 - 「横須賀北部共済病院」を併合、横須賀共済病院分院として一体的に運営を開始する。
- 2011年3月23日 神奈川DMAT指定病院に指定。
- 2015年6月 - 横須賀共済病院分院を閉院。
- 2020年12月 - 2020年度日本経営品質賞（非営利組織部門）受賞[1]

## 診療科目
内科
- 内科
- 神経内科
- 呼吸器内科
- 消化器内科
- 循環器内科（循環器センター）
- 腎臓内科（腎センター）
- 血液内科・内分泌内科

外科
- 外科
- 整形外科
- 形成外科
- 脳神経外科

胸部外科
- 呼吸器外科
- 心臓血管外科

その他
- 皮膚科
- 泌尿器科
- 産婦人科
- 眼科
- 耳鼻咽喉科
- 精神科
- 救急科
- 麻酔科
- リハビリテーション科
- 放射線科
- 歯科口腔外科
- 緩和ケアチーム/科
- 外来化学療法室
- 健康管理センター（人間ドック）

## その他の部門
- 看護部
- 薬剤科
- 栄養科
- 中央検査科
- 内視鏡科
- 中央放射線科
- 治験管理室
- 医療安全管理室
- 臨床工学科
- 病理科
- 輸血科
- 外来化学療法室

## 施設基準届出事項
2010年（平成22年）4月1日現在
- 地域歯科診療支援病院歯科初診料
- 歯科外来診療環境体制加算
- 障害者歯科医療連携加算
- 一般病棟入院基本料 7対1
- 臨床研修病院入院診療加算
- 救急医療管理加算・乳幼児救急医療管理加算
- 超急性期脳卒中加算
- 妊産婦緊急搬送入院加算
- 診療録管理体制加算
- 急性期看護補助体制加算 75対1
- 療養環境加算
- 重症者等療養環境特別加算
- がん診療連携拠点病院加算
- 栄養管理実施加算
- 栄養サポートチーム加算
- 医療安全対策加算
- 感染防止対策加算
- 褥瘡患者管理加算
- 褥瘡ハイリスク患者ケア加算
- ハイリスク妊婦管理加算
- ハイリスク分娩管理加算
- 急性期病棟等退院調整加算
- 新生児特定集中治療室退院調整加算
- 総合評価加算
- 地域歯科診療支援病院入院加算
- 救命救急入院料
- ハイケアユニット入院医療管理料
- 新生児特定集中治療室管理料
- 小児入院医療管理料III
- 回復期リハビリテーション病棟入院料1
- 高度難聴指導管理料
- 糖尿病合併症管理料
- がん性疼痛緩和指導管理料
- がん患者カウンセリング料
- ニコチン依存症管理料
- がん治療連携計画策定料
- 肝炎インターフェロン治療計画料
- 薬剤管理指導料
- 医薬品安全性情報等管理体制加算
- 医療機器安全管理料I
- 歯科治療総合医療管理料
- 検体検査管理加算（I・II・IV）
- 埋込型心電図検査
- 皮下連続式グルコース測定
- 内服・点滴誘発試験
- センチネルリンパ節生検（乳がんに係るものに限る。）
- 画像診断管理加算I・II
- CT撮影及びMRI撮影
- 冠動脈CT撮影加算
- 外傷全身CT加算
- 心臓MRI撮影加算
- 抗悪性腫瘍剤処方管理加算
- 外来科学療法加算I
- 無菌製剤処理料
- 心大血管疾患リハビリテーション料(I)
- 脳血管疾患等リハビリテーション料(I)
- 運動器リハビリテーション料(I)
- 呼吸器リハビリテーション料(I)
- 集団コミュニケーション療法料
- 精神科ショートケア「小規模なもの」
- 精神科デイケア「小規模なもの」
- 透析液水質加算
- 一酸化窒素吸入療法
- 乳がんセンチネルリンパ節加算I・II
- 経皮的冠動脈形成術 （高速回転式経皮経管アテレクトミーカテーテルによるもの）
- ペースメーカー移植術及びペースメーカー交換術
- 埋込型心電図記録計移植術及び埋込型心電図記録計摘出術
- 両心室ペースメーカー移植術及び両心室ペースメーカー交換術
- 埋込型除細動器移植術及び埋込型除細動器交換術
- 大動脈バルーンパンピング法（IABP法）
- 体外衝撃波胆石破砕術
- 体外衝撃波腎・尿管結石破砕術
- 医科点数表第2章第10部手術の通則5及び6（歯科点数表第2章第9部の通則4を含む。）に揚げる手術
- 輸血管理料I
- 歯周組織再生誘導手術
- 麻酔管理料（I・II）
- クラウン・ブリッジ維持管理料

## 附属校
- 横須賀共済病院看護専門学校（2009年閉校）

1909年（明治42年）に日本赤十字社神奈川支部によって設立された看護婦養成所を前身として、1919年（大正8年）、海軍共済組合横須賀病院看護婦養成所が設置された。以来、名称や制度の変更を経ながらも、90年余にわたって看護師の養成に尽力してきたが、2007年（平成19年）度で学生募集を終了し、2009年（平成21年）3月31日に閉校。学務は湘南短期大学看護学科に承継された。

## 交通アクセス
- 京浜急行電鉄京急本線「横須賀中央駅」東口下車、徒歩7分。
- JR横須賀線「横須賀駅」下車、3番乗り場から須12、須22または須24系統に乗車、「米が浜」停留所下車。